# Зональне
Зона́льне (рос. Зональное) — село, центр Зонального району Алтайського краю, Росія. Адміністративний центр Зональної сільської ради.

## Населення
Населення — 3402 особи (2010; 3528 у 2002).
Національний склад (станом на 2002 рік):
- росіяни — 94 %